# Ballisztikus rakéta

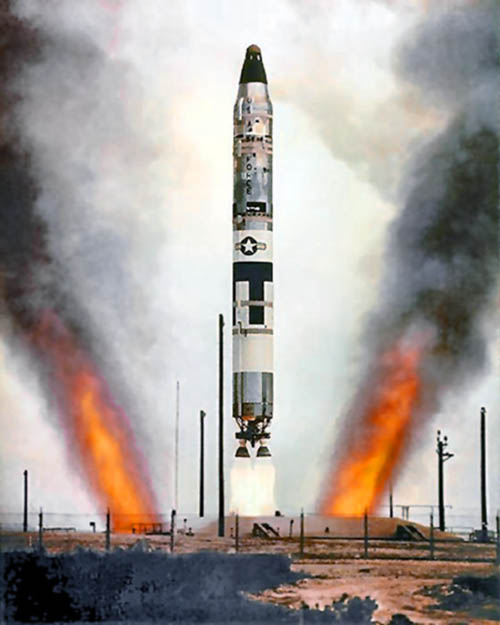
LGM–25C Titan II interkontinentális ballisztikus rakéta indítása rakétasilóból. A típust később űrhajózási hordozórakétaként is alkalmazták.

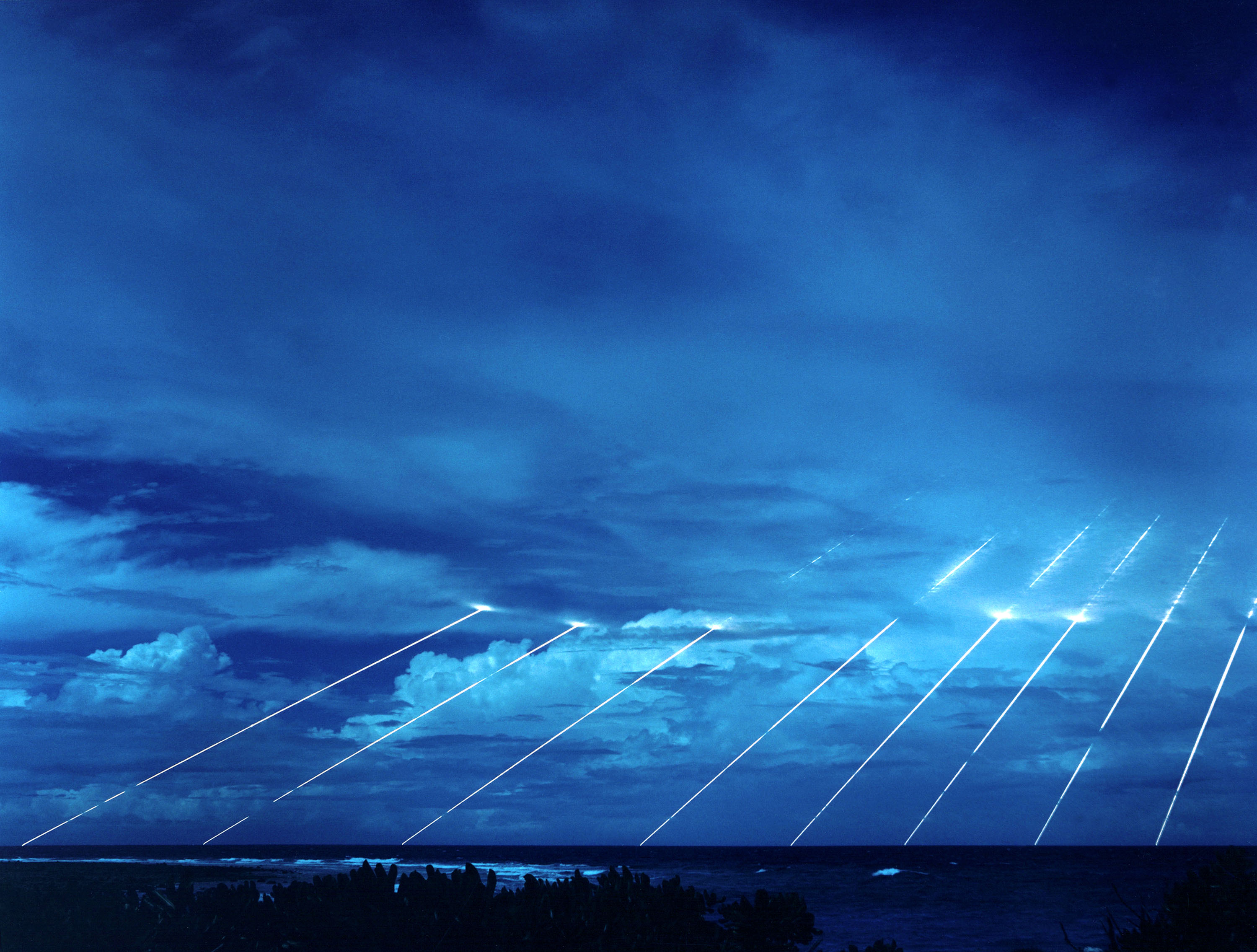
LGM–118A Peacekeeper interkontinentális ballisztikus rakéta MIRV robbanótölteteinek célba érése a Kwajalein-atollon lévő rakétakísérleti telep közelében. A hosszú expozíciós idejű felvételen a töltetek nyoma látszik.

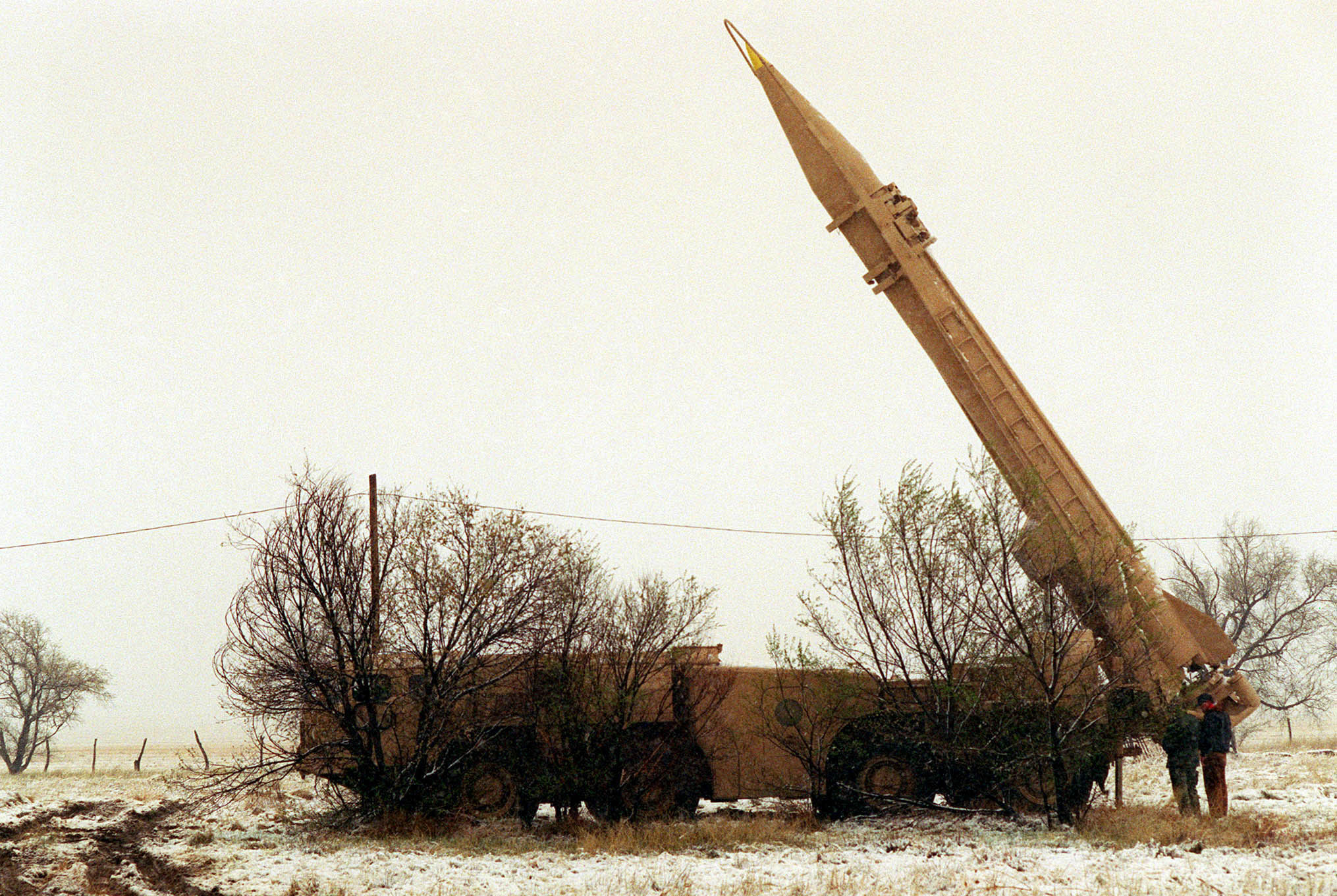
R–11 (SS–1 Scud) kis hatótávolságú ballisztikus rakéta előkészítése indításra

A ballisztikus rakéta olyan rakétafegyver, amelynek hasznos terhe röppályájának nagy részén meghajtás nélkül, ballisztikus pályán repül, majd visszatér a Föld felszínére a kijelölt célpontjába.

## Jellemzők
A nagy sebesség (7,5 kilométer/másodperc), a nagy hatótávolságok (10 000 kilométer felett) és a nagy repülési magasságok (1000 kilométer fölött), a nagy hatóerejű (1 megatonna és nagyobb) atomtöltetek alkalmazása, a viszonylag kis sebezhetőség, a célmegsemmisítés nagy pontossága a ballisztikus rakéták legfőbb jellemzői.
Ezen rakéták röppályája három szakaszból állː
- Az első az indítási fázis, a rakétahajtóművek egy adott pályára viszik a lövedéket és megadják neki a ballisztikus görbe mentén tervezett útvonal megtételéhez szükséges sebességet. Ez az égésvégi pontig terjedő pályarész, ami még nem ballisztikus pálya, mert a nehézségi erőn és a légellenálláson kívül a rakéta tolóereje is hat.
- A röppálya második szakasza, ami ballisztikus pálya, légüres térben van. Miután a rakéta üzemanyaga elfogyott (vagy a hajtóművek leálltak – az ún. tolóerő nullázása), a rakéta vagy a leválasztott robbanófejek az indítási fázisban nekik adott sebességnek köszönhetően mozognak.
- A harmadik szakasz a visszatérési fázis, a röppálya leszálló ágának az a része, amelyet már ismét a légkörben tesz meg a rakéta, visszatér a légkör sűrű rétegeibe, leküzdve az ellenállást és az emelkedő hőmérsékletet. A Föld gravitációs ereje a lövedéket a Föld és a célpont felé irányítja. A visszatérési fázis időtartama mind a rakéta hatótávolságától, mind a technikai fejlettségétől függ.

### Indítás
- Mozgó indítóállványról (szárazföldről, hajóról). Kiváló manőverezés, tűzösszpontosítás a szükséges irányokba, az ellenség csapásai alól gyors kivonás.
- Föld alatti indítóállásokból (silókból). Megbízható védelem ellencsapás esetén, válaszcsapás lehetősége
- Tengeralattjáró fedélzetéről
- Légi indítású

### Manőverezőképesség
- Nem irányíthatók. A röppálya elemeinek beállítása, a hajtóanyag kiégése után nincs mód az irány módosítására.
- Irányíthatók. A rakéták csak a hajtóművek aktív szakaszában manőverképesek, a modernebb hordozóeszközök pályájuk szakaszaiban is manőverezhetnek. Meghajtás és irányítás nélküli emelkedést követően a rakétafej (támadó eszköz) parabolapályán zuhan vissza.

### Egyéb jellemzők
- Szerkezeti felépítésük szerint: egyfokozatú és többfokozatú.
- Hajtóanyagfajták szerint: folyékony illetve szilárd hajtóanyagú.

### Hatótávolság
- harctéri (harcászati) ballisztikus rakéta (TBM – Tactical Ballistic Missile):

Hatótávolsága kevesebb mint 300 km, egyes esetekben nem irányított rakéta, jellemzően szilárd hajtóanyagú. Hagyományos és atomtöltetet is hordozhat.
- hadműveleti-harcászati ballisztikus rakéta (SRBM – Short Range Ballistic Missile) vagy hadműveleti–harcászati ballisztikus rakéta:

1000 kilométer alatti hatótávolságú rakétafegyver.
- közepes hatótávolságú ballisztikus rakéta (MRBM – Medium Range Ballistic Missile)

1000–3500 km hatótávolságú rakétafegyver.
- nagy hatótávolságú ballisztikus rakéta (LRBM  – Long-Range Ballistic Missile, vagy IRBM – Intermediate-Range Ballistic Missile):

3500–5500 km hatótávolságú rakétafegyver
- interkontinentális ballisztikus rakéta (ICBM – Intercontinental Ballistic Missile)

5500–12 000 km hatótávolságú rakétafegyver.

### Külső hivatkozások
I. I. Anurejev: A rakéta – kozmikus védelem eszközei; 1975. Zrínyi Katonai Kiadó, Budapest